# Норт Сичуејт (Масачусетс)
Норт Сичуејт (енгл. North Scituate) насељено је место без административног статуса у америчкој савезној држави Масачусетс.

## Демографија
По попису из 2010. године број становника је 5.077, што је 12 (0,2%) становника више него 2000. године.
| Група             | 2000.         | 2010.         |
| Белци             | 4.917 (97,1%) | 4.876 (96,0%) |
| Афроамериканци    | 11 (0,2%)     | 25 (0,5%)     |
| Азијати           | 21 (0,4%)     | 35 (0,7%)     |
| Хиспаноамериканци | 48 (0,9%)     | 59 (1,2%)     |
| Укупно            | 5.065         | 5.077         |